# Se armó la gorda (película)
And Now for Something Completely Different (en español: Y ahora algo completamente diferente) es una película de comedia británica basada en el programa de televisión Monty Python's Flying Circus, que presenta sketches de las dos primeras temporadas del programa. El título fue tomado de una frase que solía decir John Cleese al iniciar el programa de televisión.
La película, lanzada el 28 de septiembre de 1971 en el Reino Unido, consta de casi 90 minutos de sketches sin ninguna línea argumental, que se emitieron en las dos primeras temporadas del programa (1969-1970). Todos los sketchs fueron recreados para la película sin audiencia, y fueron destinados a una audiencia estadounidense que aún no había visto la serie. 
El anunciador (John Cleese) aparece brevemente entre algunos sketches para decir la línea "And Now for Something Completely Different" , en situaciones como ser cocinado en un asador o acostado sobre un escritorio en un pequeño bikini rosa para pasar de un sketch a otro sin ninguna relación entre sí. También cuenta con las animaciones de Terry Gilliam.
Entre los sketches más famosos, se encuentran: el Loro muerto, La Canción del Leñador, Libro de frases húngaro inglés, Nudge, Nudge, Hell's Grannies, El sketch del restaurante, Autodefensa contra las frutas frescas, El chiste más gracioso del mundo, y otros. 

## Reparto
- Graham Chapman
- John Cleese - animador
- Terry Gilliam – animaciones
- Eric Idle
- Terry Jones
- Michael Palin
- Carol Cleveland
- Connie Booth